# Ignacio Peralta Soledad
Ignacio (Nachito) Peralta Soledad (Huaquechula, Puebla, 31 de julio de 1953 - Ciudad de México, 21 de septiembre de 2024) fue un alfarero mexicano conocido por la elaboración de candeleros y sahumerios de barro moldeado y policromado, que son objetos fundamentales en la celebración de fieles difuntos, más conocido como "Día de Muertos".  

## Biografía
Ignacio Peralta Soledad nació en una familia poblana de artesanos que elaboraban diversas piezas de alfarería.
Desde muy pequeño se interesó por el oficio de la alfarería al observar a su madre trabajar en la elaboración de candeleros y sahumerios de diversos tamaños y formas.
A los diez años empezó a elabora piezas de barro, y a los quince años ya estaba elaborando las diversas piezas que su mamá hacía en el pequeño taller familiar.
A los veinte años, ya estaba dedicado a tiempo completo en la producción de las artesanías que lo hicieron conocido, especialmente los candeleros y sahumerios.

## Candeleros y Sahumerios
Para Ignacio Peralta Soledad, el  candelero de barro policromado es el elemento más importante en las ofrendas que se elaboran para la conmemoración a los fieles difuntos en Huaquechula y en la región. De acuerdo a la tradición religiosa el candelero, que sostiene las velas, alumbrará el camino del alma del difunto hacia el lugar donde habitó. 
Por otro lado, el sahumerio es el recipiente que tradicionalmente se usa para colocar el incienso o copal mezclado con una brasa de carbón encendido, y que produce el aroma característico que nos llega como humo; y representa el medio por el cual las plegarias de los deudos suben hacia el Cielo. 
En la creación de candeleros y sahumerios de Ignacio Peralta, se encuentran elementos de la naturaleza como hojas o flores, integrados a una narrativa de la fe católica que le dan una originalidad y distintivo a su trabajo. Podemos encontrar en las piezas de barro policromado, las figuras religiosas de la Virgen María, San Miguel Arcángel, querubines o la Santísima Trinidad. Asimismo, otro elemento distintivo del diseño de sus piezas es el color blanco, como base de la pieza, que históricamente se le relaciona con la pureza del alma.  
También existen juegos de imágenes de su autoría para los nacimientos de Navidad. Generalmente creaba sus piezas para estos eventos unos dos meses previos a las festividades. 

## Reconocimientos
El maestro Ignacio Peralta Soledad obtuvo el primer lugar en el concurso de "Candeleros y Candelabros Poblanos" organizado en 1997 por el Gobierno del Estad de Puebla., FONAR, SEDESOL y SEDECO. También logró el primer lugar en el segundo concurso de artesanos y artesanías organizado por FONAR. 
Ganó el segundo concurso estatal de artesanías organizado por el Fondo Nacional para el Fomento de las Artesanías y el Instituto de Artesanías e Industrias Populares del Estado de Puebla, evento con sede en el Museo de Santa Rosa de la Ciudad de Puebla.  
Y gracias a sus múltiples premios, Ignacio Peralta Soledad gana el reconocimiento para formar parte de la publicación del libro "Grandes Maestros del Arte Popular Mexicano" publicado por el Fomento Cultural Banamex en 1998. 
Algunas de sus creaciones se pueden encontrar en el Museo Británico.   

## Personalidad
También el maestro "Nachito", como cariñosamente conocían sus vecinos a Ignacio Peralta Soledad, era un animado narrador y comunicador de las tradiciones locales de su pueblo. Hombre piadoso con alma juvenil y pícara a la vez. Además, era la voz de la auténtica tradición popular de Huaquechula por ser una memoria viviente de la historia y tradición del lugar.

## Fallecimiento
Por su fallecimiento la población de Huaquechula, de donde Ignacio Peralta Soledad era originario, le honró colocando  un altar monumental conmemorativo en el atrio del exconvento franciscano de San Martín de Tours, para las festividades de fieles difuntos de 2024.
- Datos: Q16242888

1. ↑  Soriano Soriano, Antonino (2014). Artesanos y Artesanías de Huaquechula, Voz e Historia. Iztapalapa: Editores Lirio, S.A. de C.V. p. 20.